# Tomoderus inhabilis
Tomoderus inhabilis är en skalbaggsart som beskrevs av Werner 1958. Tomoderus inhabilis ingår i släktet Tomoderus och familjen kvickbaggar. Inga underarter finns listade i Catalogue of Life.